# さくら日本語学校
さくら日本語学校（ベトナム語: Trường Nhật Ngữ Sakura）は、ベトナムのホーチミン市にある民間の日本語学校である。1989年に木内永人（ベトナム名: グエン・ヴィン・チュン）により設立された。2007年7月に現在使用している校舎へ移転している。ホーチミン市の日本語学校にはさくら日本語学校の他にドンズー日本語学校が存在する。